# Diecezja zachodnia Polskiego Narodowego Kościoła Katolickiego
Diecezja zachodnia – jedna z 5. diecezji Polskiego Narodowego Kościoła Katolickiego w Stanach Zjednoczonych i Kanadzie, ze stolicą w Park Ridge. Diecezja dzieli się na 5. dekanatów/senioratów:
- seniorat Floryda, senior: ks. sen. Krzysztof Mendelewski
- seniorat Illinois, senior: wakat
- seniorat Indiana, senior: ks. sen. Edward Meus
- seniorat północno-wschodni, senior: ks. sen. Jarosław Nowak
- seniorat północno-zachodni, senior: ks. Jan Kraus

## Parafie
Kancelaria diecezjalna: 920 North Northwest Highway, Park Ridge, IL 0068-2358
- parafia Wszystkich Świętych w Chicago, proboszcz:  wakat
- parafia św. Pawła w Belleview, proboszcz: wakat
- parafia św. Michała Archanioła w Cedar Lake, proboszcz: ks. Jan Kowalczyk Junior
- parafia św. Jadwigi w Chicago, proboszcz: ks. Michael Augustin
- parafia Słowa Bożego w Chicago, proboszcz: wakat
- parafia św. Cyryla i Metodego w Chicago, proboszcz: ks. Adam Wsul
- parafia św. Jana Chrzciciela w Chicago, proboszcz: ks. Józef Rojas
- parafia św. Józefa w Davie, proboszcz: ks. sen. Krzysztof Mendelewski
- parafia Naszego Zbawiciela w Dearborn Heights, proboszcz: ks. Jan Cramer
- parafia św. Jozafata w Duluth, proboszcz: ks. Jan Kutek
- parafia św. Jana Chrzciciela w East Chicago, proboszcz: Jan Kowalczyk Junior
- parafia św. Krzyża w Hamtramck, proboszcz: ks. Jarosław Nowak
- parafia misyjna Naszego Zbawiciela w Hobart, proboszcz: ks. Edward Meus
- parafia św. Trójcy w Kewanee, proboszcz:
- parafia Wniebowzięcia Najświętszej Maryi Panny w Lublinie, proboszcz: ks. Zbigniew Talaga
- parafia Najświętszego Serca Pana Jezusa w Madison, proboszcz: ks. Andrzej Bako
- parafia misyjna św. Franciszka w McHenry, proboszcz: ks. Bogumił Czaja
- parafia Opatrzności Bożej w Merrillville, proboszcz: ks. Edward Meus
- parafia Świętego imienia Jezus w Milwaukee, proboszcz: ks. Henryk Galas
- parafia Najświętszego Serca Pana Jezusa w Minneapolis, proboszcz: ks. Jan Kutek
- parafia Naszego Zbawiciela w Mosinee, proboszcz: ks. Zbigniew Talaga
- parafia św. Marii w Parmie, proboszcz: wakat
- parafia misyjna św. Krzyża w Pulaski, proboszcz: ks. sen. Jarosław Nowak
- parafia św. Marii w South Bend, proboszcz: ks. Karol Zawistowski
- parafia św. Piotra i św. Pawła w South Milwaukee, proboszcz: ks. Henryk Meus
- parafia św. Cyryla i św. Metodego w Sant Louis, proboszcz: ks. Andrzej Bako
- parafia św. Trójcy w Sterling Heights, proboszcz: ks. Rajmund Drada
- parafia Zmartwychwstania w Sylvania, proboszcz: ks. Jarosław Nowak
- parafia Najświętszego Serca Pana Jezusa w Walton Hills, proboszcz: ks. Jarosław Jabłoński
- parafia św. Marii w West Allis, proboszcz: ks. sen. Jan Kraus

We wszystkich parafiach diecezji zachodniej odbywają się nabożeństwa w języku angielskim. Msze św. w języku polskim sprawowane są dodatkowo tylko w parafii św. Cyryla i Metodego w Chicago, parafii św. Cyryla i św. Metodego w Sant Louis (pierwsza w miesiącu), parafii św. Józefa w Davie, parafii św. Marii w Parmie, parafii Zmartwychwstania w Sylvania oraz parafii Świętego imienia Jezus w Milwaukee. Msza św. w języku hiszpańskim dodatkowo sprawowana jest w parafii św. Jana Chrzciciela w Chicago, parafii św. Cyryla i Metodego w Chicago, parafii Słowa Bożego w Chicago, parafii św. Józefa w Davie i parafii Świętego imienia Jezus w Milwaukee.